# One Little Victory
One Little Victory är en låt av det kanadensiska progressiv rock-bandet Rush. Den släpptes som singel den 29 mars 2002 och återfinns på albumet Vapor Trails, släppt 14 maj 2002. 
"One Little Victory" var en av låtarna Rush spelade på sin sista konsert, den 1 augusti 2015. Totalt spelades låten 259 gånger live.